# Listă de filme de dragoste
Aceasta este o listă de filme de dragoste. Pentru o listă de filme în genurile comedie de dragoste vedeți Listă de filme de comedie romantică. 
- 2 States

## A
- Aashiqui 2
- About Time
- A Walk To Remember
- An Affair to Remember
- Angel Eyes
- Annie Hall
- The Artist
- At Cafe 6 (2016)[1]
- Autumn in New York

## B
- Band Baaja Baaraat
- Be Together (2015)[2]
- Beautiful Thing
- Before Midnight
- Before Sunrise
- Before Sunset
- The Beloved (2015)[3]
- The Best of Me
- Beyond Borders
- Bitter Love (2014)[4]
- Blood Ransom (2014)[5]
- Bobby
- Bounce
- The Break-up Season (2014)[6]
- Breakfast at Tiffany's
- The Bridges of Madison County
- Brief Encounter
- Brokeback Mountain

## C
- Camille
- Casablanca
- Charlie St. Cloud
- Cherish in Love (2014)[7]
- The Choice (2016)
- City Lights
- City of Angels
- Close Range Love (2014)[8]

## D
- Dawn Break Up (2015)[9]
- Dear John
- Declarație de dragoste (1985)
- Deewana (1992 hindi film)
- Devdas
- Different from the Others
- Dil To Pagal Hai
- Dilwale Dulhania Le Jayenge
- Dirty Dancing
- Dirty Dancing: Havana Nights
- Doctor Zhivago
- Dying Young

## E
- Endless Love (1981)
- Endless Love (2014)
- The Eighth House
- The English Patient
- Eu, tu, și... Ovidiu (1978)
- Ex Fighting (2014)[10]
- Extemporal la dirigenție (1988)

## F
- Fall in Love Like a Star (2015)[11]
- Falling In Love
- The Fault in Our Stars
- Fifty Shades of Grey (2015)
- Five Minutes to Tomorrow (2014)[12]
- Fleet of Time (2014)[13]
- Flower's Curse (2014)[14]
- Forever Love (2014)[15]
- Forever Young (2014)[16]
- Forget All Remember (2014)[17]
- Friends with Benefits
- Fitoor

## G-h
- The Glass Mountain
- Ghajini
- Gone with the Wind
- The Goodbye Girl
- Griffin and Phoenix  (1976)
- Griffin & Phoenix (2006)
- Hanamizuki
- Hello, My Dolly Girlfriend
- Hum Dil De Chuke Sanam

## I
- I Just Wanna Hug You
- If I Stay
- If Only
- Ishaqzaade
- The Illusionist
- In the Mood for Love
- In Your Eyes
- Initiation Love (2015)[18]

## J-K
- The Jane Austen Book Club
- Jodhaa Akbar
- Kate and Leopold
- Kuch Kuch Hota Hai

## L
- The Lake House
- Last Chance Harvey
- The Last Song
- Last Tango in Paris
- The Lead Singer and Dancer and His Woman (2015)[19]
- Less Than a Whisper (2014)[20]
- Let's Get Married (2015)[21]
- Letters to Juliet
- Liceenii Rock'n'Roll (1991)
- The Longest Ride
- Love & Basketball
- Love & Other Drugs
- Love Exposure
- Love Happens
- Love O2O (2016)[22]
- Love on the Cloud
- Love Actually (2014)[23]
- Love Story
- Love's Whirlpool (2014)[24]
- Lovestruck
- The Lucky One

## M
- Mad Love
- Meet Joe Black
- Message in a Bottle
- Mr. & Mrs. Smith
- Mughal-e-Azam
- Murmur of the Hearts (2015)[25]
- My Hawaiian Discovery[26]
- My Man
- Mungaru Male

## N
- Nana to Kaoru (2011)[27]
- Nana to Kaoru: Chapter 2 (2012)[28]
- Nights in Rodanthe
- No Strings Attached
- The Notebook

## O
- O dramă la vânătoare (1978), r. Emil Loteanu
- One Day
- One Step Away
- Otoko no Isshō (2014)[29][30]

## P
- Le Paon de Nuit (2015)[31]
- Paper Towns
- Pearl Harbor
- The Phantom of the Opera
- Planșa
- Pride and Prejudice
- The Princess Diaries
- The Proposal
- P.S. I Love You

## Q
- Qayamat Se Qayamat Tak
- The Queens (2015)[32]

## R
- The Reader
- Relationship Dilemma (2015)[33]
- Remember Me
- Romeo + Juliet (1996)
- Romeo and Juliet (1968)

## S
- Safe Haven
- (Sex) Appeal (2014)[34]
- Shakespeare in Love
- Shelter
- Simple Agi Ondh Love Story
- Snow Blossom (2014)[35]
- Something Borrowed
- Something's Gotta Give
- Somewhere in Time
- Sophie's Choice
- Sorry, I Love You (2014)[36]
- South of the Clouds (2014)[37]
- Spicy Hot in Love (2016)[38]
- Splash
- Spring (2014)[39]
- Sundays at Tiffany's
- Sunrise: A Song of Two Humans
- Thattathin Marayathu

## T-Z
- Titanic
- Tristan & Isolde
- The Unbearable Lightness of Inspector Fan (2015)[40]
- Veer-Zaara
- The Vow
- A Walk to Remember
- Warm Bodies
- Water for Elephants
- When Harry Met Sally...
- Where the Heart Is
- Who Moved My Dream (2014)[41]
- Wimbledon
- Working Girl
- World of Delight (2015)[42]
- Yeh Jawaani Hai Deewani
- You Are My Sunshine (2015)[43]
- Young Friend Forever (2014)[44]
- Zutto Mae Kara Suki Deshita: Kokuhaku Jikkō Iinkai (2016)[45]